# Globulin
U ljudskoj biohemiji globulin je jedan od tri tipa serumskih proteina. Druga dva su serumski albumin i fibrinogen. Neki globulini se formiraju u jetri, dok su drugi deo imunskog sistema. Termin „globulin” obuhvata heterogene grupe proteina sa tipično visokim molekulskim težinama. Njihova rastvorljivost i brzina elektroforetske migracije su niže od albumina. Normalna koncentracija u krvi je 2,60 do 4,60 g/dl.
Termin „globulin” se ponekad sinonimno koristi sa terminom „globularni protein”. Albumin je takođe globularni protein, mada nije globulin. Svi drugi serumski globularni proteini su globulini.
Proteinska elektroforeza se koristi za kategorisanje globulina u sledeće četiri kategorije:
- Alfa 1 globulini
- Alfa 2 globulini
- Beta globulini
- Gama globulini (jedna od grupa gama globulina su imunoglobulini, koji deluju kao antitela)

## Veličine
Globulin ima različite veličine. Najlakši je alfa globulin sa oko 92 kD, dok je najteži gama globulin sa oko 120 kD. Pošto je najteži, gama globulin je među najsporijim elektroforetičkim frakcijama.

## Biljni globulini
Primeri globulinskih proteina koji nisu ljudskog porekla su kukurbitin iz tikvi, i vicilin i legumin iz mahuna i graška. Oni funkcionišu kao proteini za skladištenje unutar semena. Ti proteini mogu da uzrokuju alergijske reakcije ako se vežu za ljudska  antitela.

## Pseudoglobulini i euglobulini
Pseudoglobulini su frakcija globulina koji su rastvorni u amonijum sulfatnim rastvorima u većoj meri od euglobulinske frakcije. Pseudoglobulini su rastvorni u čistoj vodi, dok su euglobulini nerastvorni pod istim uslovima.

## Spoljašnje veze
- Globulins на 